# ژان فان د فلده

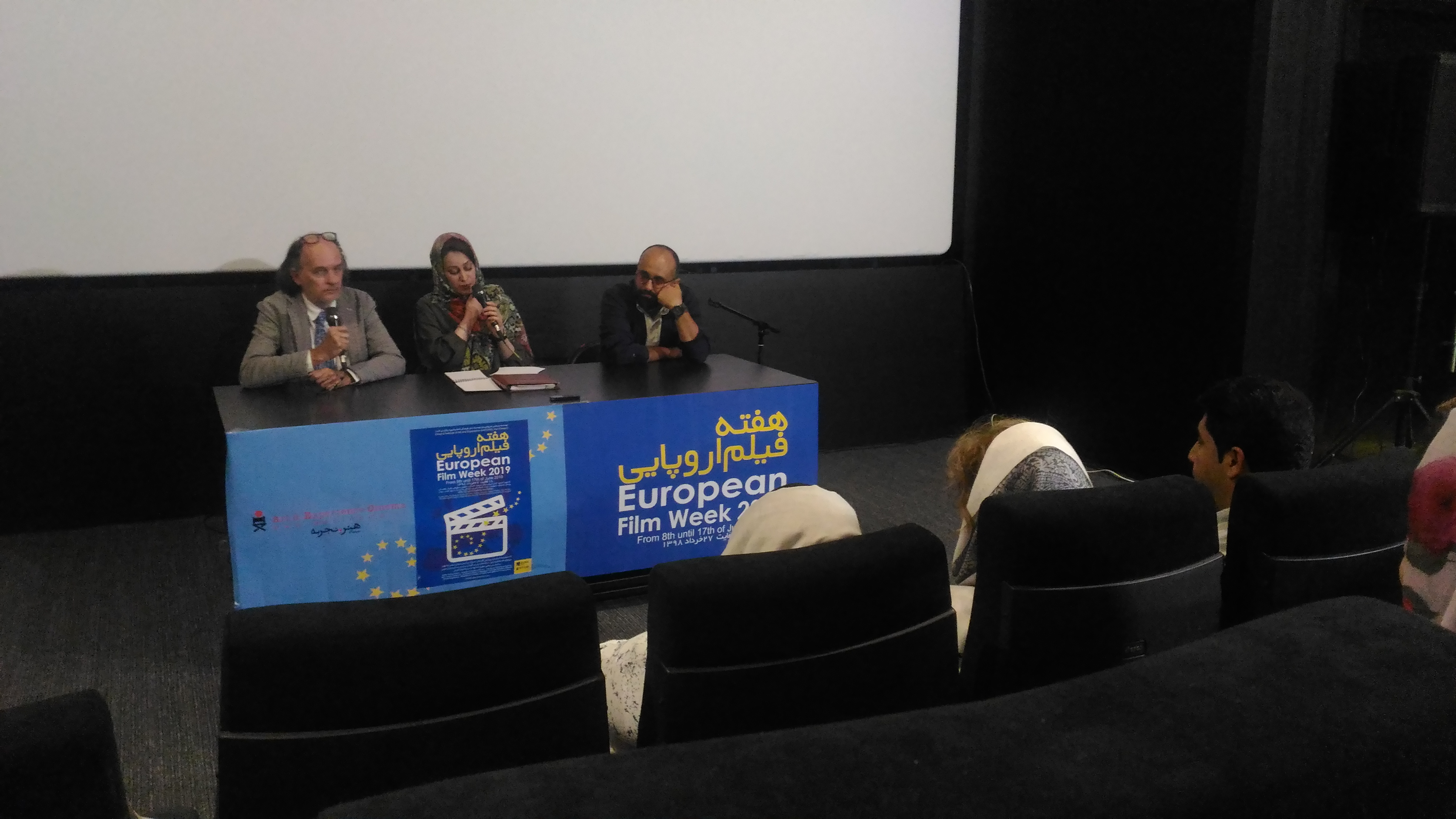
ژان ون دیولد و مازیار میری در هفته فیلم اروپایی - پردیس سینمایی سیتی سنتر اصفهان

ژان فان د فلده (انگلیسی: Jean van de Velde؛ زادهٔ ۱۴ مارس ۱۹۵۷) فیلم‌نامه‌نویس، تهیه‌کننده فیلم، کارگردان فیلم، و نویسنده اهل پادشاهی هلند است. وی از سال ۱۹۷۹ میلادی تاکنون مشغول فعالیت بوده‌است.